# Ca l'Amigant
Ca l'Amigant és una obra del municipi de Castellgalí (Bages) protegida com a bé cultural d'interès local.

## Descripció
Es tracta d'un immoble situat al bell mig del nucli antic, a la plaça principal del poble, davant de la parròquia.
Edifici de planta rectangular format per dues plantes independents, amb coberta a doble vessant. Els murs són de pedra i de maçoneria. La planta baixa està formada per quatre estances. A dues d'elles hi ha una gran pilastra al centre. Totes estan pavimentades amb grans lloses de pedra i les parets deixen veure la maçoneria. A l'interior hi ha voltes d'arc de mig punt de pedra. Hi ha uns passadissos subterranis que segons la tradició oral comunicaven amb el castell i un antic forn de pa. S'hi accedeix per una porta que dona al C/ Manresa, a la façana oest. En un dels carreus hi ha en forma d'alt relleu on hi ha representat un èquid. A la llinda principal hi ha la inscripció 16 IHS 84 (1684 Iessus Hristus), sota una creu.
A la primera planta hi ha una gran sala amb portes d'accés a la façana lateral que donen a una plaça. A la façana principal hi ha un balcó seguit al primer pis amb obertures, a la central hi ha l'escut de la família Amigant. Són notables les llindes i els brancals de pedra a la planta baixa i els carreus de les cantonades. La teulada sembla que ha estat sobre alçada. En un dels carreus hi ha en forma d'alt relleu on hi ha representat un èquid, que servia per indicar la direcció que havien de seguir els animals de bast que anaven des del camí ral a les quadres de l'hostal de Ca l'Amigant. A la llinda principal hi ha la inscripció 16 IHS 84.
A l'immoble hi ha un senyal de pas d'animals: Es tracta d'una pedra esculpida amb la figura d'un cavall o mul que servia per a indicar la direcció a seguir pels animals de bast que anava des del camí ral a les quadres de l'hostal de Ca l'Amigant.

## Història
La casa de l'Amigant era un antic hostal situat al camí ral. El 1673, la família Amigant comprà l'immoble a la família Bolet (que també havia adquirit la jurisdicció del castell als Rajadell). En Josep Amigant i Ferrer, primer comte de Fonollar, va prendre possessió de Castellgalí el 1673. El 1684 - data escrita al llindar de la porta- va convertir l'immoble en residència senyorívola, segurament perquè el castell estava en runes. El 1880 els hereus dels Amigant foren els Despujol, marquesos de Palmerola.